# Gudrun Schmidt (Schauspielerin)
Gudrun Schmidt (* 1939 in Dresden; vereinzelt auch Gudrun Schmidt-Ahrends oder Gudrun Schmidt-Ahrens) ist eine deutsche Schauspielerin.

## Leben
Gudrun Schmidt erhielt ihre Schauspielausbildung bei Hilde Körber in Berlin. Eine erste Verpflichtung führte sie 1955 an das Stadttheater in Lüneburg. In der Spielzeit 1957/1958 gehörte sie dem Badischen Staatstheater in Karlsruhe an und ab 1961 folgte ein Engagement an die Komödie im Marquardt in Stuttgart.
Gudrun Schmidt wirkte zudem in Film- und Fernsehproduktionen mit. Sie debütierte 1956 in dem  Spielfilm Der Richter von Zalamea, der im Jahr 1955 von der DEFA gedreht wurde. Weiterhin wirkte sie unter anderem 1956 in der Produktion … wie einst Lili Marleen von Paul Verhoeven mit Adrian Hoven, Marianne Hold und Lucie Englisch, 1960 in Conny und Peter machen Musik von Werner Jacobs mit Cornelia Froboess, Peter Kraus und Gustav Knuth und 1964 in der Edgar-Wallace-Verfilmung Das Ungeheuer von London-City aus der Edgar-Wallace-Reihe unter der Regie von Edwin Zbonek mit. Dort spielte sie neben Hansjörg Felmy, Marianne Koch und Dietmar Schönherr. Im Fernsehen trat Gudrun Schmidt in der Serie Gesucht wird Mörder X und in der Folge Der Fahrplan aus der Reihe Das Kriminalmuseum auf.
Nach 1973 sind keine weiteren beruflichen Tätigkeiten oder Aktivitäten mehr zu verzeichnen.

## Filmografie (Auswahl)
- 1956: Der Richter von Zalamea
- 1956: Mein Bruder Josua
- 1956: … wie einst Lili Marleen
- 1959: Gesucht wird Mörder X (Fernsehserie)
- 1959: Die unvollkommene Ehe
- 1960: Endstation Rote Laterne
- 1960: Conny und Peter machen Musik
- 1960: Division Brandenburg
- 1961: Nur der Wind
- 1961: Unter Ausschluß der Öffentlichkeit
- 1962: Frauenarzt Dr. Sibelius
- 1963: Die lustige Witwe (Fernsehfilm)
- 1964: Glück und Glas (Fernsehfilm)
- 1964: Das Ungeheuer von London-City
- 1964: Der Weiberheld (Fernsehfilm)
- 1964: Das Kriminalmuseum: Der Fahrplan (Fernsehreihe)
- 1965: Leider lauter Lügen (Fernsehserie)
- 1965: Gewagtes Spiel – Das Geheimnis von Scherferloh (Fernsehserie)
- 1966: Das Millionending (Fernsehserie) 2 Folgen
- 1969: Schreie in der Nacht
- 1969: Josefine, das liebestolle Kätzchen
- 1973: Ehen vor Gericht – Folge: In Sachen Lorenz gegen Lorenz (Fernsehserie)